# Кармен Марія Мачадо
Кармен Марія Мачадо (англ. Carmen Maria Machado; нар. 3 липня 1986, Пенсільванія, США) — американська письменниця-прозаїк, критикиня, есеїстка. Фіналістка National Book Awards, премії ім. Франца Кафки і Nebula Award for Best Novelette, яку присуджують щорічно за найкращий фантастичний чи науково-фантастичний текст.
Мачадо живе у Філадельфії зі своєю дружиною.

## Життєпис
Кармен Марія Мачадо народилася 1986 року в містечку Аллентаун штату Пенсільванія, США. Її дідусь і бабуся були іммігрантами з Куби й Австрії відповідно. Вивчала курс письменницької майстерності в університеті у штаті Айова, отримувала стипендії і відвідувала резиденції від кількох американських інституцій.
Короткі історії, нариси і критика неодноразово публікували у низці американських видань The New Yorker, Granta, The Paris Review, Tin House, Lightspeed Magazine, Guernica, AGNI, National Public Radio, Gulf Coast, Los Angeles Review of Books, Strange Horizons.

## Її тіло та інші сторони
Збірка короткої прози американської письменниці Кармен Марії Мачадо. Провокативний та вишуканий дебют, що блискуче руйнує межі між магічним реалізмом та фантастикою, гумористичною прозою і горором.
Проза Мачадо відкриває особливі потаємні сторони жіночності та жіночої зрілості. Героїнь оповідань спантеличує досвід дорослішання, партнерських стосунків, материнства… «Ідеальна» дружина, яка віддає чоловікові всю себе, чи жінка, яка наважується на хірургічне зменшення шлунку, щоб нарешті сподобатися самій собі, а чи письменниця-дебютантка, яка їде у творчу резиденцію, де повертається до історій свого дитинства… Це емоційні та відверті історії жіночого досвіду, у центрі яких теми сексуальності, об'єктивації, тиранії канонів краси, мізогінії, фізичного і психологічного насильства..

## Особисте життя
Кармен Марія Мачадо бісексуальна.

## Українські переклади
- Її тіло та інші сторони (Львів : Видавництво Старого Лева, 2020)

Обкладинка українського видання відзначена у конкурсі Ukrainian Design: The Very Best Of 2020 у номінації «Best of». Нагороду за оформлення книжки отримав дизайнер видавництва Антон Селлешій.